# ميخائيل شور
ميخائيل شور (بالعبرية: מיכאל שור‏) هو عالم ومهندس إسرائيلي، ولد في 25 ديسمبر 1920 في أوديسا في أوكرانيا، وتوفي في 26 سبتمبر 2011 في إسرائيل.